# Maorineta sulawesi
Espèce
Maorineta sulawesi est une espèce d'araignées aranéomorphes de la famille des Linyphiidae.

## Distribution
Cette espèce est endémique de Sulawesi en Indonésie.

## Description
Les mâles mesurent de 1,35 à 1,55 mm et les femelles de 1,34 à 1,48 mm.

## Étymologie
Son nom d'espèce lui a été donné en référence au lieu de sa découverte, Sulawesi.

## Publication originale
- Tanasevitch & Stenchly, 2012 : On linyphiid spiders from Sulawesi, Indonesia (Arachnida, Araneae). Revue suisse de Zoologie, vol. 119, no 2, p. 169-180 (texte intégral).